# Magnus Borén
Magnus Borén, född 20 maj 1971 i Grums, uppvuxen i Arvika i Värmland, är en svensk dansare, sångare, skådespelare och musikalartist. 

## Biografi
Magnus Borén utbildades på Balettakademien i Stockholm 1990–93. Han började sin karriär som dansare i Nye Carte Blanche, Norges moderna nationalbalett. Där dansade han i verk av bland andra Kenneth Kvarnström, Mats Ek, Kersti Alveberg och Jens Östberg. Han har även varit verksam i bland annat Modern Jazz Dans Ensemble, Kreuzmann Dance och Caprioli Dans samt några filmer, bland annat sjunger han i kören i filmen Mamma Mia!.
Som koreograf har Magnus Borén bland annat jobbat med Stockholms Musikalensemble. Han har även koreograferat kortfilmer i både Sverige och Norge samt flera egna moderna verk. 

## Teater

### Roller
| År   | Roll                                                    | Produktion                                                                      | Regi             | Teater                   |
| ---- | ------------------------------------------------------- | ------------------------------------------------------------------------------- | ---------------- | ------------------------ |
| 1997 |                                                         | West Side Story                                                                 |                  | Oscarsteatern            |
| 1998 | Arvid Abernathy                                         | Guys and Dolls Frank Loesser, Joe Swerling och Abe Burrows                      | Hans Marklund    | Oscarsteatern            |
| 1999 | Ron                                                     | Hair                                                                            |                  | Parkteatern              |
| 2001 | Harry                                                   | Garbo och Gilbert                                                               |                  | Stockholms Stadsteater   |
| 2001 | Ensemble Juan Perón                                     | Evita                                                                           |                  | Göteborgsoperan Cirkus   |
| 2002 | Mahoud                                                  | Godspell Stephen Schwartz och John-Michael Trebelak                             | Ronny Danielsson | Parkteatern              |
| 2002 | Bobby                                                   | A Chorus Line James Kirkwood, Nicholas Dante, Edward Kleban och Marvin Hamlisch | Staffan Aspegren | Göteborgsoperan          |
| 2003 | Stefan                                                  | Stars                                                                           |                  | Göta Lejon               |
| 2004 | Karl-Henrik Bovin-Stare                                 | Hur man lyckas i business utan att bli utbränd                                  |                  | Intiman                  |
| 2005 | Ensemble Cover för Sam                                  | Mamma Mia!                                                                      |                  | Cirkus, Stockholm        |
| 2005 | Bill Calhoun/Lucentio                                   | Kiss Me, Kate Cole Porter, Samuel Spewack och Bella Spewack                     | Staffan Aspegren | Göteborgsoperan          |
| 2007 | Fagin                                                   | Oliver!                                                                         |                  | Eksjö ishall             |
| 2007 | Munkustrap                                              | Cats                                                                            | \|Nöjesteatern   |                          |
| 2007 | Bernt                                                   | Gröna hissen                                                                    |                  | Sommarteatern i Sommen   |
| 2008 | Bert                                                    | Mary Poppins Bröderna Sherman, Julian Fellowes, George Stiles och Anthony Drewe | Stina Ancker     | Göteborgsoperan          |
| 2008 | Fingal Bruhn                                            | Nånting fantastiskt!                                                            |                  | Mosebacke Etablissement  |
| 2010 | Skalle-Per                                              | Ronja Rövardotter                                                               |                  | First Camp/Kolmården     |
| 2010 | Kapten Krok                                             | Peter Pan                                                                       |                  | Eksjö Cirkustält         |
| 2010 | Mr Spettigue Mr Frank Chesney                           | Charleys Tant                                                                   |                  | Odenteatern              |
| 2011 | Pappa Winthrop Reporter Professor Callahan (understudy) | Legally Blonde Heather Hach, Laurence O'Keefe och Nell Benjamin                 | Anders Albien    | Nöjesteatern             |
| 2013 | Ensemble                                                | Priscilla, Queen of the Desert Stephan Elliott och Allan Scott                  |                  | Göta Lejon               |
| 2015 | Fastighetsskötaren                                      | Förklädet Bob Martin, Don McKellar, Lisa Lambert och Greg Morrison              | Edward af Sillén | Göta Lejon               |
| 2016 | Medverkande                                             | Oscarsrevyn, revy Calle Norlén                                                  | Edward af Sillén | Oscarsteatern            |
| 2018 | Peter                                                   | Shakespeare in Love Marc Norman och Tom Stoppard                                | Ronny Danielsson | Kulturhuset Stadsteatern |
| 2019 | Zacky Price                                             | Big Fish John August och Andrew Lippa                                           | Ronny Danielsson | Uppsala Stadsteater      |

## Dans
- Om Vänskap av Minna Krook 2010-2011

### Koreografi
| År   | Produktion                 | Upphovsmän   | Regi           | Teater                 |
| ---- | -------------------------- | ------------ | -------------- | ---------------------- |
| 2015 | Momo eller Kampen om tiden | Michael Ende | Allan Svensson | Stockholms stadsteater |

## Filmer
- 2001 – Tro, hopp och väderlek
- 2004 – Hjärtslag
- 2008 – Mamma Mia! Medverkade som sångare på filmens soundtrack.